# San Rafael Pie de La Cuesta
San Rafael Pie de La Cuesta är en kommunhuvudort i Guatemala.   Den ligger i departementet Departamento de San Marcos, i den västra delen av landet, 150 km väster om huvudstaden Guatemala City. San Rafael Pie de La Cuesta ligger 964 meter över havet och antalet invånare är 4 320.
Terrängen runt San Rafael Pie de La Cuesta är kuperad åt sydväst, men åt nordost är den bergig. Runt San Rafael Pie de La Cuesta är det ganska tätbefolkat, med 199 invånare per kvadratkilometer. Närmaste större samhälle är San Pablo, 9,4 km väster om San Rafael Pie de La Cuesta. I omgivningarna runt San Rafael Pie de La Cuesta växer i huvudsak städsegrön lövskog.